# Laevilitorina antipodum
Laevilitorina antipodum är en snäckart som först beskrevs av Henri Filhol 1880.  Laevilitorina antipodum ingår i släktet Laevilitorina och familjen strandsnäckor. Inga underarter finns listade i Catalogue of Life.